# Carrhotus barbatus
Carrhotus barbatus är en spindelart som först beskrevs av Karsch 1880.  Carrhotus barbatus ingår i släktet Carrhotus och familjen hoppspindlar. Inga underarter finns listade.